# اچ‌ام‌اس اکس‌کالیبور
اچ‌ام‌اس اکس‌کالیبور (به انگلیسی: HMS Excalibur) یک زیردریایی بود که طول آن ۱۷۸ فوت (۵۴ متر) بود. این زیردریایی در سال ۱۹۵۵ ساخته شد.